# 日本毛蚶
日本毛蚶（学名：Scapharca japonica），是魁蛤目魁蛤科毛蚶属的一种。主要分布于中国大陆，常栖息在潮下带、水深13米。